# William Edward Koenig
William Edward Koenig (New York, 17 agosto 1956) è un vescovo cattolico statunitense, dal 30 aprile 2021 vescovo di Wilmington.

## Biografia
William Edward Koenig è nato nel Queens, New York, il 17 agosto 1956. È cresciuto a East Meadow dove con la famiglia frequentava la chiesa di San Raffaele.

### Formazione e ministero sacerdotale
Ha frequentato la St. Raphael's Elementary School a East Meadow, il St. Pius X Preparatory Seminary a Uniondale, New York, e il Cathedral College a Douglaston, New York dal 1975 al 1979.
Ha compiuto gli studi per il sacerdozio presso il seminario "Immacolata Concezione" di Huntington dal 1979 al 1983. Nel 1994 ha conseguito un Master of Social Work presso la Fordham University nel Bronx.
Il 14 maggio 1983 è stato ordinato presbitero per la diocesi di Rockville Centre nella cattedrale diocesana da monsignor John Raymond McGann. In seguito è stato vicario parrocchiale della parrocchia di Sant'Edoardo il Confessore a Syosset dal 1983 al 1986; vicario parrocchiale della parrocchia di San Giacomo a Setauket e assistente nel programma del ministero nel campus dell'Università di Stony Brook dal 1986 al 1989; direttore per la promozione delle vocazioni con residenza presso il Cathedral College of the Immaculate Conception a Douglaston dal 1989 al 1996; direttore dell'ufficio per il ministero dei presbiteri dal 1990 al 1996; vicario parrocchiale della parrocchia della cattedrale di Sant'Agnese a Rockville Centre dal 1996 al 2000; parroco della parrocchia di San Guglielmo Abate a Seaford dal 2000 al 2009; rettore della cattedrale di Sant'Agnese a Rockville Centre dal 2009 al 2020 e vicario episcopale per il clero dal 2020 al 2021.
È stato anche decano del decanato di Seaford e di quello di Rockville Centre; membro del consiglio presbiterale; membro del collegio dei consultori; membro del consiglio del personale presbiterale; moderatore del CYO di Long Island e membro del consiglio di Unitas, ente che funge da società di investimento per parrocchie ed entità diocesane. Ha anche rappresentato la diocesi di Rockville Center nel consiglio presbiterale dello Stato di New York.
Nel 2007 papa Benedetto XVI lo ha insignito del titolo di cappellano di Sua Santità.

### Ministero episcopale
Il 30 aprile 2021 papa Francesco lo ha nominato vescovo di Wilmington. Ha ricevuto l'ordinazione episcopale il 13 luglio successivo nella chiesa di Santa Elisabetta a Wilmington dall'arcivescovo metropolita di Baltimora William Edward Lori, co-consacranti il vescovo di Rockville Centre John Oliver Barres e il vescovo emerito di Wilmington William Francis Malooly. Durante la stessa celebrazione ha preso possesso della diocesi. Come motto ha scelto l'espressione "We walk by faith", tratta dal versetto 5,7 della Seconda lettera ai Corinzi.

## Genealogia episcopale
La genealogia episcopale è:
- Cardinale Scipione Rebiba
- Cardinale Giulio Antonio Santori
- Cardinale Girolamo Bernerio, O.P.
- Arcivescovo Galeazzo Sanvitale
- Cardinale Ludovico Ludovisi
- Cardinale Luigi Caetani
- Cardinale Ulderico Carpegna
- Cardinale Paluzzo Paluzzi Altieri degli Albertoni
- Papa Benedetto XIII
- Papa Benedetto XIV
- Papa Clemente XIII
- Cardinale Marcantonio Colonna
- Cardinale Giacinto Sigismondo Gerdil, B.
- Cardinale Giulio Maria della Somaglia
- Cardinale Carlo Odescalchi, S.I.
- Cardinale Costantino Patrizi Naro
- Cardinale Lucido Maria Parocchi
- Papa Pio X
- Cardinale Gaetano De Lai
- Cardinale Raffaele Carlo Rossi, O.C.D.
- Cardinale Amleto Giovanni Cicognani
- Cardinale John Francis Dearden
- Cardinale James Aloysius Hickey
- Arcivescovo William Edward Lori
- Vescovo William Edward Koenig